# James Holmes (morderca)
James Eagan Holmes (ur. 13 grudnia 1987 roku w San Diego w Kalifornii) – amerykański masowy morderca, który 20 lipca 2012 roku w kinie w mieście Aurora w Kolorado zastrzelił 12 osób i ciężko ranił ponad 70 innych. Strzelanina miała miejsce podczas premiery filmu Mroczny Rycerz powstaje.
26 sierpnia 2015 roku Holmes został skazany za zbrodnię na dożywotnie pozbawienie wolności bez możliwości ubiegania się o zwolnienie warunkowe.

## Życie osobiste
Urodził się w San Diego w Kalifornii. Jest synem matematyka i pielęgniarki. Uczęszczał do szkoły podstawowej w miejscowości Oak Hills. Przez pewien czas mieszkał także w Rancho Penasquitos. W 2006 roku ukończył szkołę średnią Westview High School i uczęszczał do kościoła z rodzicami, którzy byli wyznania luterańskiego.
Kiedy poszedł na studia, zaczęły się u niego pierwsze problemy z psychiką – jego psychiatra opisała go jako osobę mającą obsesję na punkcie zabijania i brutalnych tematów; Holmes stwierdził, że miał taką obsesję przez ponad dekadę swojego życia. We wniosku o zakwaterowanie na terenie kampusu opisał siebie jako osobę cichą i wyluzowaną, a na profilach na randkowych portalach w internecie określał się jako agnostyk. Posiadał profile na stronach Myspace, Match, Adult FriendFinder i Monster. Podobno wynajmował też prostytutki i potem wystawiał im opinie w internecie.
Umawiał się przez pewien czas z jedną ze studentek, ale ta go zostawiła przez jego niezrównoważony charakter i częste opowiadanie o zabijaniu innych ludzi.

## Studia
Był studentem neurobiologii na Uniwersytecie Kolorado w Denver. Wcześniej studiował podobne kierunki na Uniwersytecie Kalifornijskim w Riverside w Kalifornii i otrzymał tam stopień Bachelor of Science, po czym przeniósł się następnie do Kolorado. Kiedy miał zły humor wiele razy miał grozić uczelni i studentom popełnieniem strzelaniny w szkole.

## Strzelanina
20 lipca 2012 roku wtargnął, uzbrojony w karabin, strzelbę, pistolet i granaty szturmowe i dymne, na salę kinową nr 8 w kinie Century 16 Theaters w Aurora w Kolorado i zaczął strzelać w tłum widzów, zabijając 12 osób i raniąc 70 innych. Po ataku bez walki dał się aresztować policji przed kinem – funkcjonariuszom powiedział, że zaminował mieszkanie znaczną ilością materiałów wybuchowych; policja to potwierdziła, a materiały zostały rozbrojone.

### Motywy
Motywy Holmesa pozostają niejasne. Prawdopodobnie cierpiał on na poważne zaburzenia psychiczne. Jeden z przyjaciół Holmesa powiedział, że przywidywały mu się w oczach różne rzeczy, ponieważ kiedyś miał usiąść przed ścianą i się w nią wpatrywać, nie reagując na inne bodźce. Sprawca mógł się utożsamiać z postaciami z serii o Batmanie, w szczególności Jokerem. Podczas ataku miał włosy pofarbowane na pomarańczowo lub jasnoczerwono, co prawdopodobnie było efektem niewłaściwego użycia farby o kolorze zielonym i zmieszania jej z innymi substancjami.

### Proces
Kilka dni po ataku stanął po raz pierwszy przed sądem, a jego zachowanie w trakcie tej rozprawy wzbudziło spekulacje na temat stanu psychicznego sprawcy - Holmes w jej trakcie przysypiał, otwierał nienaturalnie szeroko oczy i robił zdziwione wyrazy twarzy, równocześnie nie odpowiadając na pytania ze strony sądu i je ignorując. 30 lipca postawiono mu wiele zarzutów zabójstwa i usiłowania zabójstwa oraz posiadania ładunków wybuchowych.
W 2015 roku został skazany na dożywocie bez możliwości ubiegania się o zwolnienie warunkowe.

## Po procesie
Po procesie został zamknięty w jednym z zakładów penitencjarnych w Kolorado. Kilka miesięcy po skazaniu został przeniesiony do więzienia w Pensylwanii po tym, jak jeden z więźniów napadł na Holmesa w części wspólnej więzienia.